# Alien Abduction (film, 2005)
Pour les articles homonymes, voir Alien et Alien Abduction.
Pour plus de détails, voir Fiche technique et Distribution.
Alien Abduction est un film d'horreur de science-fiction de 2005 produit par The Asylum. C’est l’un des rares films produits par ce studio à ne pas avoir été conçu pour capitaliser sur la sortie d’un autre film. Il est sorti avec le slogan : « La guerre des mondes vient de commencer ! », faisant référence au roman de 1898 La Guerre des mondes de H. G. Wells qui sera adapté au cinéma par The Asylum deux mois plus tard,.

## Synopsis
Un groupe d’adolescents insouciants en vacances font du camping. Alors qu’ils passent la nuit à boire et à traîner dehors, une lumière apparaît au-dessus d’eux. Jean est la première à remarquer quelque chose qui ne va pas lorsqu’elle filme un OVNI au-dessus d’eux. Au début, ses amis ne la croient pas et ne sont pas convaincus par la bande vidéo. Cette nuit-là, alors qu’ils sont assis autour du feu de camp, les extraterrestres attaquent. Les quatre jeunes gens s’enfuient, mais ils ne peuvent pas s’échapper, et ils sont enlevés. Ils se réveillent dans une cellule. Jean utilise la vision nocturne de la caméra pour explorer les glyphes et les passages extraterrestres. Ils sont finalement rassemblés et poussés dans une pièce où ils sont attachés et examinés.
Jean se réveille dans un hôpital, souffrant de terribles flashbacks. Cette nuit-là, une silhouette sombre se faufile dans sa chambre et agrafe quelque chose à l’arrière de son cou, provoquant l’arrêt des flashbacks et laissant Jean sans aucun souvenir de l’enlèvement.
Jean est interrogée par un psychiatre de l‘hôpital, le Dr Booker, qui lui révèle qu’elle est dans un établissement spécial pour les personnes enlevées par des OVNIS. Elle doit rester là jusqu’à ce qu’ils soient sûrs qu’elle peut reprendre une vie normale. Un militaire, le commandant Shakti, veut qu’elle soit lobotomisée. Jean fait irruption dans une autre aile de l’hôpital pour retrouver ses amis et découvre qu’une partie de l’hôpital est réservée aux mutants, aux fous et aux lobotomisés. Elle voit une femme se faire percer le crâne. Jean est ensuite capturée par Shakti et reçoit une thérapie par électrochocs jusqu’à ce qu’elle soit inconsciente. Quand Jean se réveille, Shakti l’interroge puis l’envoie dans une salle d’exécution. Jean lobotomise l’infirmière à la place et la déguise en elle-même en la couvrant de sang. Elle erre dans le sous-sol, à la recherche d’un moyen de sortir par les bouches d’aération, jusqu’à ce qu’elle trouve une pièce de stockage vide. Jean explore la pièce et finit par découvrir ses affaires personnelles dans une boîte étiquetée avec son nom. Elle trouve également sa caméra vidéo avec la bande manquante, mais toujours avec sa clé USB. Jean rejoue la vidéo et est choqué de voir l’intégralité de l’enlèvement sur bande. Elle s’échappe de la salle de stockage, tuant un garde sur le chemin. Elle voit et enregistre également sur vidéo un scientifique s’occupant de larves extraterrestres dans un laboratoire, et un autre scientifique masturbant les organes génitaux des extraterrestres pour extraire leur sperme.
Jean fait irruption dans le vestiaire d’une ouvrière et se déguise. Là, elle rencontre le médecin Thomas. Elle découvre que les extraterrestres se sont échappés et infectent l’établissement. Lorsque les personnes infectées sont tuées, les larves extraterrestres sortent de leur crâne et s’échappent. Jean et Thomas essaient de sauver ses amis, mais ils sont désorientés, et Todd se souvient à peine de Jean. Jean les met en sécurité, mais Todd se retourne contre eux. Thomas montre à Jean le moyen de sortir et révèle que le pseudo-hôpital fait partie du vaisseau extraterrestre. Todd tue Britney et Thomas, et une larve extraterrestre jaillit de la tête de Thomas juste au moment où il meurt. Un extraterrestre adulte capture Jean, mais elle lui tire une balle dans la gorge.
Plus tard, Jean se retrouve dans un autre laboratoire, regardant une série de clones humains d’elle et de ses amis. Shakti explique que Jean est morte dans l’enlèvement et qu’elle était un clone. Jean tue furieusement son clone en tirant son cordon ombilical. Toutes les personnes qui semblent être des humains sur le vaisseau ne sont en fait que des enveloppes contenant des extraterrestres, et le Dr Shakti a l’intention de remplacer autant d’humains que possible par des membres de la race extraterrestre dans des corps humains clonés. Le Dr Brooks enlève la puce de suppression de la mémoire de Jean, et elle a maintenant accès à la mémoire collective des extraterrestres. Cela lui permet de reconnaître les symboles et les chiffres extraterrestres qui lui sont montrés sur des cartes qu’elle n’avait pas reconnues lorsque sa mémoire a été supprimée. Elle dit qu’elle est maintenant « prête à servir » la mission depuis la Terre.
Jean, Todd, Bud et Britney se retrouvent soudainement en randonnée dans les bois par une journée ensoleillée. Un hélicoptère de recherche et de sauvetage les repère. Ils disent à l’équipe de secours qu’ils vont bien. Un officier de l’armée demande à Jean : « Où es-tu allée ces deux dernières semaines ? » Le film se termine avec Jean qui lui jette un coup d’œil.

## Distribution
- Megan Lee Ethridge : Jean
- Griff Furst : Todd
- Marissa Morse : Britney
- Patrick Thomassie : Bud
- Jilon Ghai : Thomas
- Bobby James : docteur Booker
- Claudia Katz : major Shakti
- Edwin Craig : le réalisateur
- Angela Landis : infirmière White
- Deirdre Schweisow : infirmière Green
- Amanda Weier : capitaine Helens
- Robert Lucchesi : lieutenant Biggs
- Scott F. Evans : membre du personnel Maurice
- Butch Leonard : membre du personnel Franks
- Lola Forsberg : Bonnie
- Justin Sloan : soldat Strict
- Jared Cohn : soldat Smalls

## Accueil

### Réception critique
Le site de critiques The Zone a donné au film trois étoiles, déclarant qu’il était « maudit avec des ambitions au-delà de ses maigres ressources ».